# Malin Wilson
Malin Wilson (Ullapool, 25 de octubre de 1994) es una judoka internacional escocesa.  
En 2022 participó en los Juegos de la Commonwealth en la categoría de -57 kg representando a Escocia y ganó una medalla de bronce.
Desde enero de 2024 tiene la nacionalidad española.

## Palmarés
| Juegos de la Commonwealth           | Juegos de la Commonwealth | Juegos de la Commonwealth | Juegos de la Commonwealth |
| Año                                 | Lugar                     | Medalla                   | Categoría                 |
| ----------------------------------- | ------------------------- | ------------------------- | ------------------------- |
| 2022                                | Birmingham                | Medalla de bronce         | -57 Kg                    |
| European Open                       |                           |                           |                           |
| Año                                 | Lugar                     | Medalla                   | Categoría                 |
| 2023                                | Dakar                     | Medalla de oro            | -57 Kg                    |
| 2023                                | Montreal                  | Medalla de oro            | -57 Kg                    |
| 2022                                | Dakar                     | Medalla de oro            | -57 Kg                    |
| 2021                                | Málaga                    | Medalla de plata          | -57 Kg                    |
| European Cup                        |                           |                           |                           |
| Año                                 | Lugar                     | Medalla                   | Categoría                 |
| 2022                                | Winterthur                | Medalla de bronce         | -57 Kg                    |
| 2021                                | Dubrovnik                 | Medalla de plata          | -57 Kg                    |
| 2018                                | Bratislava                | Medalla de oro            | -57 Kg                    |
| 2018                                | Málaga                    | Medalla de plata          | -57 Kg                    |
| 2016                                | Bratislava                | Medalla de bronce         | -57 Kg                    |
| Campeonato Nacional del Reino Unido |                           |                           |                           |
| Año                                 | Lugar                     | Medalla                   | Categoría                 |
| 2022                                | Sheffield                 | Medalla de oro            | -57 Kg                    |
| 2018                                | Sheffield                 | Medalla de oro            | -57 Kg                    |
| 2016                                | Sheffield                 | Medalla de bronce         | -57 Kg                    |
| 2015                                | Sheffield                 | Medalla de bronce         | -57 Kg                    |
| Campeonato Nacional de España       |                           |                           |                           |
| Año                                 | Lugar                     | Medalla                   | Categoría                 |
| 2020                                | Madrid                    | Medalla de bronce         | -57 Kg                    |